# Ilaria del Carretto

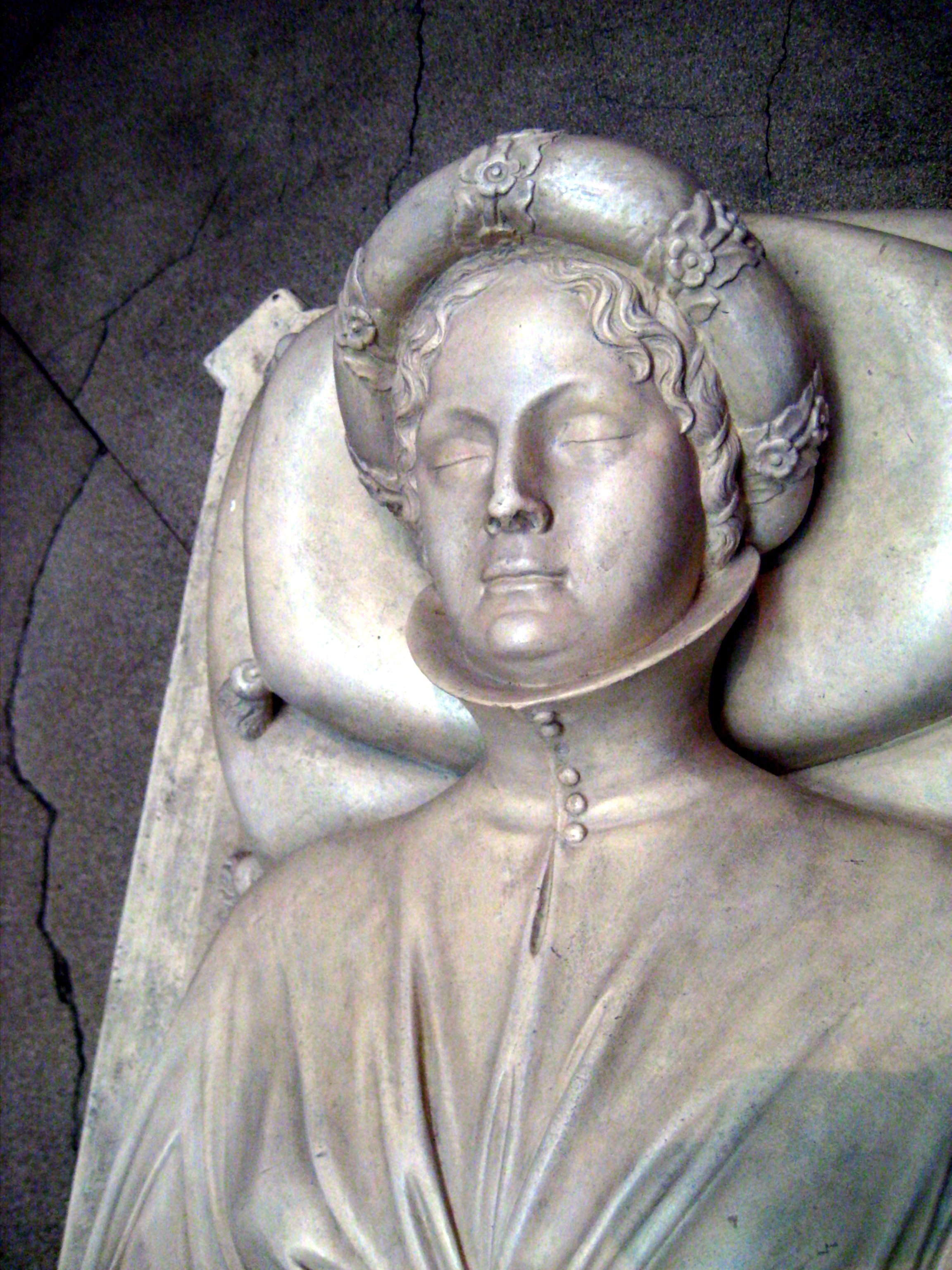
Kopf des Grabmals von Ilaria del Carretto

Ilaria del Carretto (auch Ilaria Del Carretto; * 1379 in Zuccarello; † 8. Dezember 1405 in Lucca) war eine italienische Adlige, die als Gattin von Paolo Guinigi Herrin von Lucca war. Sie ist vor allem durch ihren von Jacopo della Quercia geschaffenen Sarkophag in der Kathedrale San Martino bekannt.

## Leben
Über Ilarias Biografie liegen nur wenige Eckdaten vor. Sie wurde 1379 in der Stammburg der del Carretto in Zuccarello an der ligurischen Küste geboren. Ihr Vater Carlo del Carretto war ein Nachfahre Alerams und Markgraf von Savona. 1403 wurde sie mit Paolo Guinigi vermählt, der sich am 14. Oktober 1400 zum Herren von Lucca erkoren hatte. Carlo sicherte sich so einen Verbündeten gegen die feindliche Republik Genua. Für Paolo war es die zweite Ehe, nachdem seine erste Gattin, die erst 11-jährige Maria Caterina Antelminelli, 1400 kurz nach der Hochzeit gestorben war.
Ilaria verließ am 26. Januar 1403 die Heimat mit ihrem Gefolge und traf am 2. Februar in Lucca ein, wo Tags darauf die Hochzeit gefeiert wurde. Am 24. September 1404 gebar sie ihr erstes Kind Ladislao Guinigi, der nach seinem Paten Ladislaus von Neapel benannt wurde. Ende November 1405 gebar sie die Tochter Ilaria Minor,.
Ilaria del Carretto starb kurz nach ihrer zweiten Niederkunft, am 8. Dezember 1405, vermutlich am Kindbettfieber, vielleicht aber auch an einer nicht diagnostizierten Bauchfellentzündung. Sie wurde vom Leibarzt Ugolino da Montecatini gepflegt.

## Grabmal

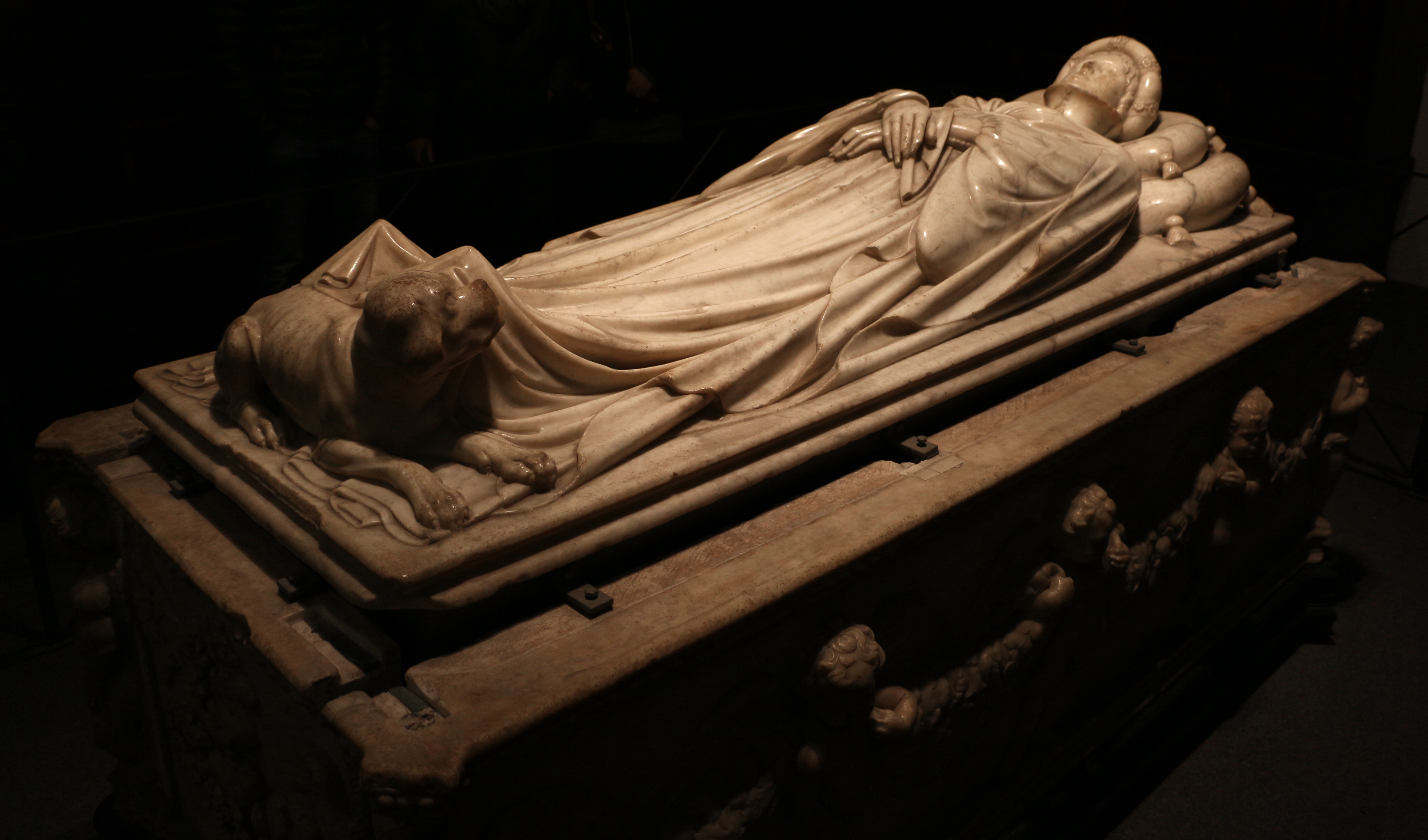
Der Sarkophag in der Kathedrale von Luca

Nach Ilarias Tod beauftragte Paolo Guinigi den Sieneser Bildhauer Jacopo della Quercia mit der Anfertigung eines Marmorsarkophags für seine Ehefrau. Jacopo nahm die Arbeit 1406 auf. Im April 1407, als Guinigi sich abermals verheiratete, war das Monument wohl im Wesentlichen fertig, die finale Ausgestaltung könnte sich aber noch bis 1410 hingezogen haben. Das Grab war von Anfang an leer, Ilarias Leichnam wurde vermutlich bei der Kirche San Francesco bestattet.
Bis 1430 stand der Sarkophag in der Mitte der Kathedrale San Martino. Nach Guinigis Sturz versetzte man ihn in die Nähe der Sakristei.
Die Tote liegt mit gekreuzten Armen da, zu ihren Füßen liegt als Symbol der ehelichen Treue ein Hund. Die Motivik und der Realismus der Darstellung sind höchst innovativ und beispiellos für die damalige Zeit. Allgemein gilt das Werk als eines der hervorragendsten Zeugnisse von Grabkunst in der Frührenaissance.

## Rezeption

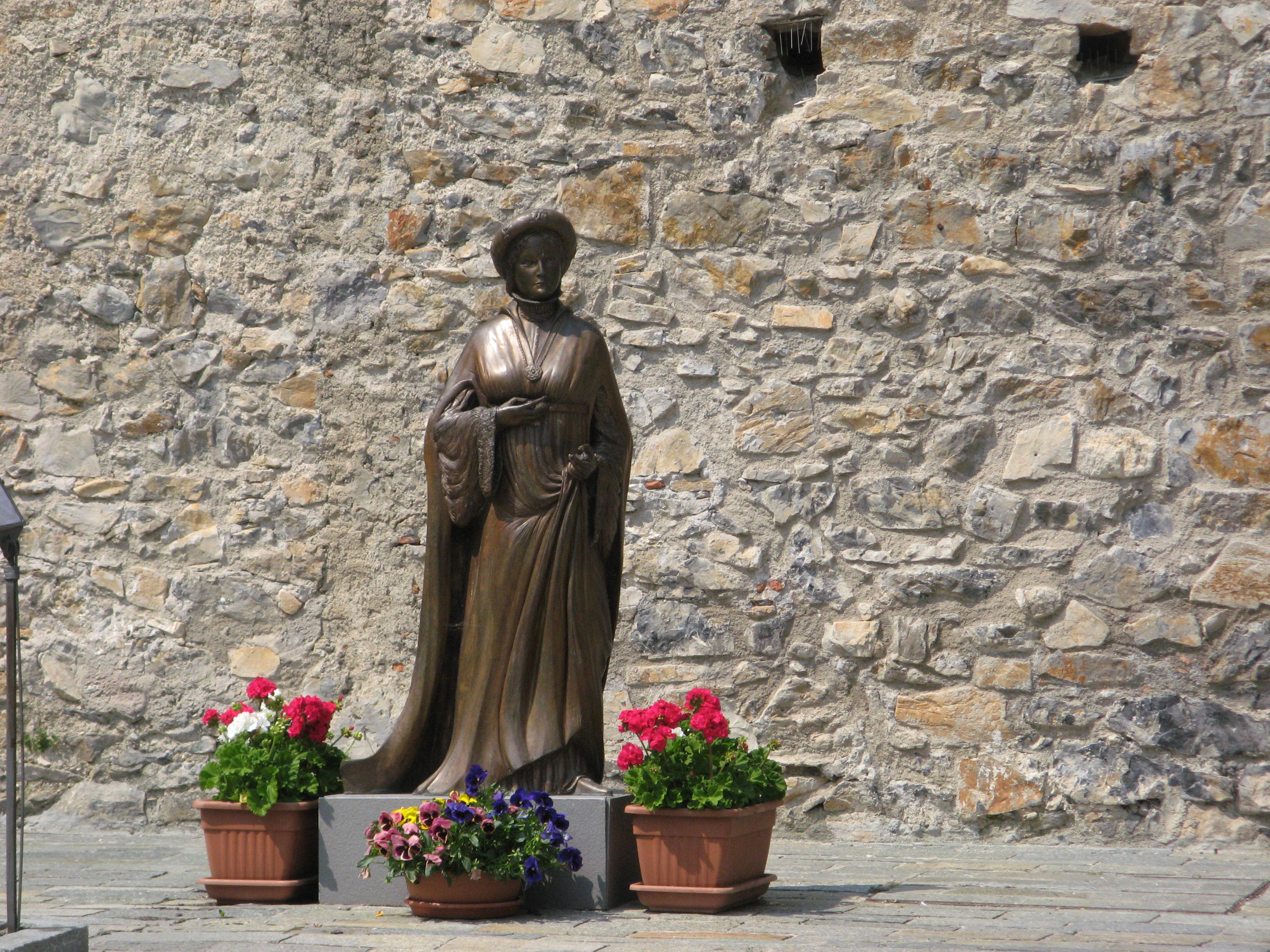
Bronzestatue von Ilaria del Carretto in Zuccarello (2013)

2007 wurde in der Altstadt von Ilarias Geburtsstadt Zuccarello ein Denkmal zu ihren Ehren enthüllt.
Seit der Dekadenzdichtung war Ilaria del Carretto wiederholt Gegenstand in der italienischen Literatur, insbesondere als Vanitassymbol und Allegorie auf die glorreiche Vergangenheit Italiens.
- Gabriele D’Annunzio beschrieb Lucca in einem Sonett als città, ove dorme la donna del Guinigi („Stadt, in der Guinigis Frau schläft“). Das Gedicht erschien im Zyklus Le città del silenzio in Elettra, dem zweiten Buch von Laudi del cielo del mare della terra e degli eroi (1903). Das zweite Quartett lautet:

„Ora dorme la bianca fiordaligi

chiusa ne’ panni, stesa in sul coperchio

del bel sepolcro; e tu l’avesti a specchio

forse, ebbe la tua riva i suoi vestigi.“

„Nun schläft die weiße Kornblume

in Tücher gebettet, hingelegt auf den Deckel

des schönen Grabs; und du hattest sie zum Spiegel

vielleicht, dein Ufer trug ihre Spuren.“

- In Salvatore Quasimodos Sammlung Nuove Poesie (1942) findet sich das Gedicht Davanti al simulacro d’Ilaria del Carretto, in dem das lyrische Ich ein Zwiegespräch mit der Toten führt:

“Sei qui rimasta sola. Il mio sussulto

forse è il tuo, uguale d’ira e di spavento.

Remoti i morti e più ancora i vivi,

i miei compagni vili e taciturni.”

„Du bist ganz allein. Mein Zucken

ist vielleicht das deine, gleich in Zorn und Schrecken.

Weit weg sind die Toten und noch mehr die Lebenden,

meine niederen und schweigsamen Kameraden.“

- Pier Paolo Pasolini schilderte in seiner Dichtung L’Appennino (1951), die er später in die Sammlung Le ceneri di Gramsci aufnahm, Ilarias Grabmal ausführlich und erhob die Edelfrau zu einem Symbol eines Italiens, das nicht länger existiert. Dabei spielte er mit dem Gleichklang von Ilaria und Italia:

“Jacopo con Ilaria scolpì l’Italia
perduta nella morte, quando
la sua età fu più pura e necessaria.”

„Jacopo meißelte mit Ilaria
die im Tode verlorene Italia, als
ihr Zeitalter reiner und notwendiger war.“

- In Lialas Roman Soliloquio a mezza voce (1951) verliebt sich der Protagonist Silvio Dorena in eine Doppelgängerin von Ilaria del Carretto.